# ハインリヒ・リーベ
ハインリヒ・リーベ（Heinrich Liebe、1908年1月29日‐1997年7月27日）は、ナチス・ドイツの海軍軍人。潜水艦Uボートの艦長。第二次世界大戦を通じて34隻、187.267トンを沈め、第二次世界大戦のUボート・エース艦長第4位に記録されている。

## 略歴
ゴータ出身。1927年にヴァイマル共和国下のドイツ海軍（Reichsmarine）に入隊。1931年
6月1日に海軍士官候補生（Oberfähnrich zur See）となる。戦艦「シュレスヴィヒ・ホルシュタイン」に4年間勤務した。1935年9月にUボート部へ転属となる。1936年10月1日に海軍大尉（Kapitänleutnant）に昇進するとともにUボートII型のU-2の艦長となる。1938年10月には第6潜水隊群所属のUボートIX型U-38の艦長となる。
1939年8月19日にヴィルヘルムスハーフェンからパトロールに出航した際、ポルトガルのリスボンの海上で第二次世界大戦の開戦を迎えた。この航海中の9月18日に早速イギリスの貨物船を二隻を沈めた。 1940年4月には重巡洋艦エッフィンガムに魚雷を発射したが、爆発せず攻撃に失敗したことがあった。1940年6月6日にアイルランド南方のウェスタンアプローチを航海中に6隻を沈め、6月12日にはドイツのエージェントをアイルランドへ送り届けることに成功した。その後、また3隻沈め、1940年8月14日には騎士鉄十字章を受けた。1941年4月9日、アフリカのフリータウンへの航海をおこない、8隻、47,279トンを沈めた。いまだ海上にあった1941年6月10日に騎士鉄十字章柏葉章を叙勲した。6月29日に第6潜水隊群の司令部となっていたドイツ占領下フランスのロリアンへ寄港した。9回目の航海の終了、そしてまたこれが彼の最後の航海となった。まもなくエーリヒ・レーダー（のちカール・デーニッツ）の海軍総司令部へ異動し陸上勤務になった。1944年8月からUボート艦隊司令部の参謀となった。1944年10月1日には海軍中佐（Fregattenkapitän） に昇進した。
ドイツの敗戦後はソビエト占領区にあった彼の実家に帰っていった。ソ連からソビエト海軍の研修を求められたが、拒否している。アイゼナハで死去。